# Jaroslav Kysela

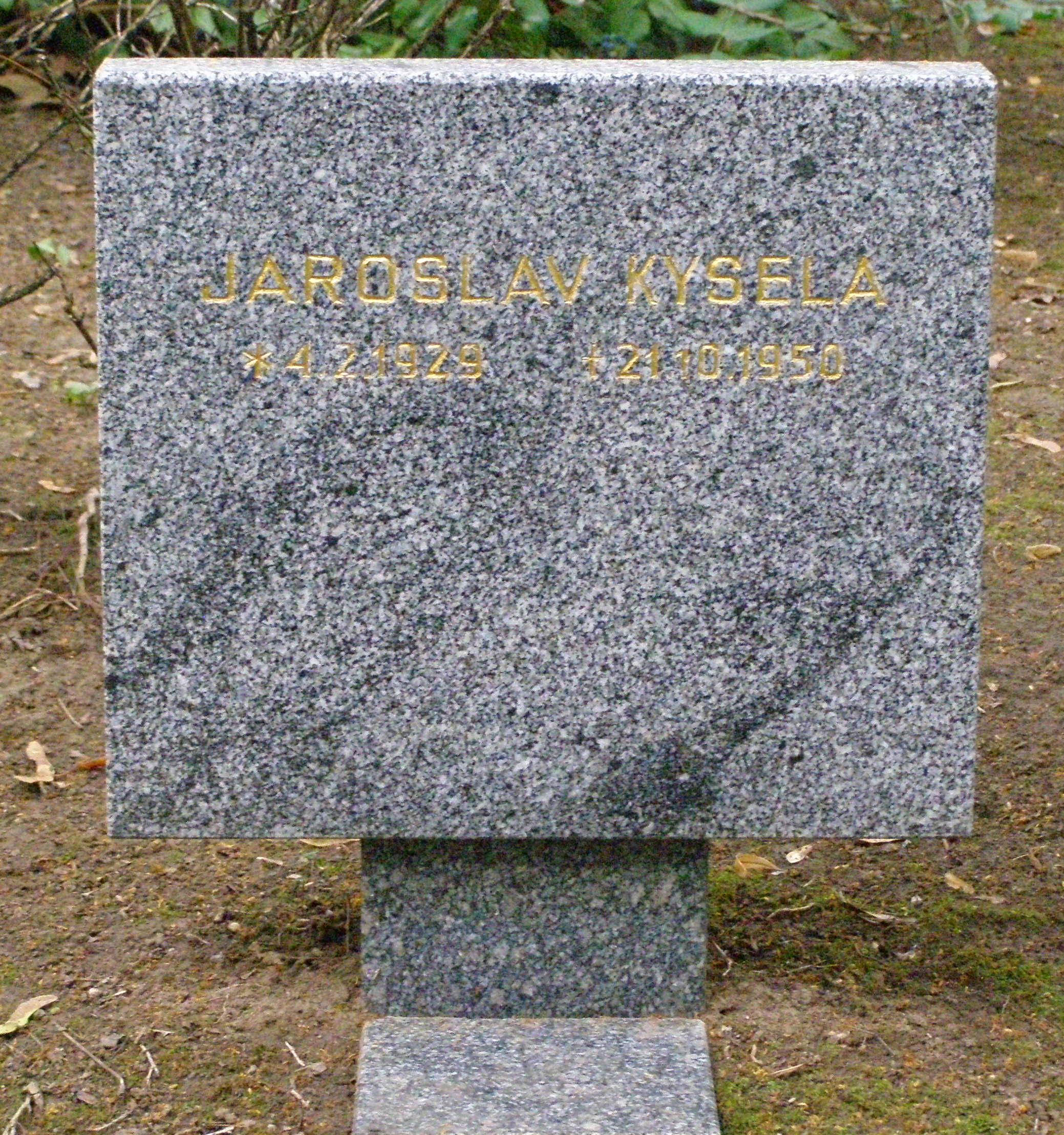
Symbolický hrob na Čestném pohřebišti popravených a umučených z padesátých let (III. odboj) na Ďáblickém hřbitově v Praze

Jaroslav Kysela (4. února 1932 Chotěboř – 21. října 1950 Věznice Pankrác) byl český číšník a protikomunistický odbojář odsouzený jako vůbec nejmladší v politickém procesu k trestu smrti a v roce 1950 popraven.

## Životopis
Narodil se v roce 1932 v Chotěboři. V mládí se vyučil číšníkem.
V roce 1950 se rozhodl po neshodách v rodině opustit Československo. Dne 21. dubna 1950 byl ale při pokusu o překročení státní hranice do Západního Německa zadržen příslušníky SNB. Okresním soudem v Plzni byl odsouzen k trestu odnětí svobody v délce trvání 12 měsíců. Poté byl převezen do trestaneckého tábora, kde byl nucen pracovat v uranových dolech. Dne 5. září 1950 se pokusil spolu s dalšími vězni z tábora uprchnout. Několik zaměstnanců tábora, včetně dvou příslušníků SNB, spoutali a z táboru uprchli. Bylo po nich ale vyhlášeno pátrání a během následujících dvou dní byli postupně dopadeni. Jeden z trestanců byl při pokusu o zatčení zastřelen.
V říjnu 1950 byl poté Kysela spolu s dalšími dvěma trestanci, kteří uprchli z trestaneckého tábora, Jiřím Janouchem a Václavem Tipplem, odsouzen v exemplárním politickém procesu konaném v Jáchymově k trestu smrti. Kyselovo odvolání proti rozsudku bylo promptně zamítnuto, stejně jako žádost o prezidentskou milost. Dne 21. října 1950 byl Kysela ve věku 18 let spolu s výše jmenovanými a Jiřím Kodetem popraven. Na Ďáblickém hřbitově byl později umístěn náhrobní kámen s jeho jménem.
Po sametové revoluci byl rehabilitován. Na jeho rodný dům v Chotěboři byla v roce 1998 instalována pamětní deska, v roce 2020 byla přesunuta do Městského muzea v Chotěboři.